# Rotnen
Rotnen is een klein Zweeds riviertje binnen de gemeente Älvdalen in de Zweedse provincie Dalarnas län.
Rotnen is zo'n 60 km lang en stroomt van noord naar zuid. Het is niet duidelijk waar het riviertje zijn bron heeft; het stroomt uit een groot moerasgebied. Het is niet bevaarbaar (alleen mer wildwaterkano), want het bestaat voor een grootgedeelte uit stroomversnellingen in een rotsbedding. Bij Rot, net ten noorden van Älvdalen, stroomt Rotnen in de Österdalrivier.